# Bonk's Return
Bonk's Return es un videojuego de plataformas para teléfonos móviles lanzado en noviembre de 2006 en Estados Unidos, y fue desarrollado por Two Tribes y publicado por Hudson Soft. Este es un título para móviles en la serie Bonk. 